# 亞努潘·卡爾
亞努潘·卡爾（英語：Anupam Kher，1955年3月7日—）是一名印度知名男演員。他获得了两个印度國家電影獎奖项和八个印度電影觀眾獎荣誉。
亞努潘·卡爾最為人所知的宝莱坞电影有《Daddy》、《Saaransh》、《Lamhe》、《Dilwale Dulhania Le Jayenge》等。宝莱坞以外，他也在多个国际电影中出现，包括：《我愛碧咸》《色，戒》《乌云背后的幸福线》《大病》等。

## 外部連結
- 亞努潘·卡爾在互联网电影资料库（IMDb）上的資料（英文）